# ستيفكا كوستادينوفا
ستيفكا غريغورييفا كوستادينوفا (بالبلغارية: Стефка Георгиева Костадинова) هي متسابقة وثب عالي بلغارية ولدت في يوم 25 مارس 1965 في مدينة بلوفديف في بلغاريا، تعرف بكونها صاحبة الرقم القياسي العالمي في الوثب العالي من سنة 1987 ب2.09 متر، تمكنت من حصد الميدالية الذهبية في دورة الألعاب الأولمبية الصيفية 1996 في أتالانتا في الولايات المتحدة كما فازت بالميدالية الفضية في دورة 1988 في سيئول، نالت الميدالية الذهبية لبطولة العالم لألعاب القوى 1987 في روما وبطولة العالم لألعاب القوى 1995 في غوتبورغ، كما فازت بالميدالية الذهبية في بطولة أوروبا لألعاب القوى 1986 في شتوتغارت وفازت بخمس ميداليات ذهبية في بطولة العالم لألعاب القوى داخل الصالات وب4 ذهبيات وفضية واحدة في بطولة أوروبا لألعاب القوى داخل الصالات.

## بداية المسيرة
ولدت كوستادينوفا في مدينة بلوفديف في بلغاريا وتعلمت الرياضة في المدرسة وتنافست في الوثب العالي منذ عمر 12 و13 سنة في منافسات كانت تقام في العاصمة صوفيا حققت أنذاك قفزه 1.66 متر وأعتبر هذا رقم قياسي بالنسبة لعمرها.

## المسيرة
حطمت كوستادينوفا الرقم القياسي العالمي مرتين أول مرة كان في مايو 1986 في صوفيا ب2.08 متر حيث حطمت رقم مواطنتها ليودميلا أندنوفا 2.07 وألذي سجلته في يوليو 1984 في برلين الشرقية وثاني مرة كانت أثناء بطولة العالم لألعاب القوى 1987 في روما ب2.09 متر ومنذ ذلك الحين أصبح رقمها أكثر الأرقام صموداً في ألعاب القوى. في دورة الألعاب الأولمبية الصيفية 1996 في أتالانتا فازت كوستادينوفا بالميدالية الذهبية بعدما سجلت قفزة 2.05 متر كأفضل رقم أولمبي، فازت بالميدالية الذهبية أيضاً في بطولة العالم لألعاب القوى مرتين الأولى كانت في دورة 1987 في روما والثانية كانت في بطولة العالم لألعاب القوى 1995 في غوتبورغ في السويد، فازت بالميدالية الذهبية لبطولة العالم لألعاب القوى داخل الصالات 5 مرات من سنة 1985 إلى سنة 1997، وفازت بالميدالية الذهبية لبطولة أوروبا لألعاب القوى 1986 في شتوتغارت وفازت 4 مرات بالميدالية الذهبية في بطولة أوروبا لألعاب القوى داخل الصالات من 1985 و 1987 و 1988 و 1994. فازت بجائزة أفضل رياضية بلغارية 4 مرات (1985 و 1987 و 1995 و 1996).

## الحياة الشخصية
تزوجت كوستادينوفا من مدربها نيكولاي بيتروف وأنجبت منه إبنها الوحيد نيكولاي في سنة 1995 وذلك قبل بضعة شهور من فوزها بالميدالية الذهبية في بطولة العالم لألعاب القوى 1995 في غوتبورغ. تطلقت من زوجها في سنة 1999 حيث أنها مسيرتها أيضا بتلك السنة وفي 2007 تزوجت من رجل الأعمال البلغاري نيكولاي بوبفاسيليف وتطلقت منه في سنة 2016.

## الإدارة الرياضية
بعد إعتزال كوستاديونوفا أصبحت نائبة لرئيس اتحاد ألعاب القوى البلغاري وثم أصبحت نائبة لرئيس اللجنة الأولمبية البلغارية من سنة 2003 إلى 2005، في نوفمبر 2005 أصبحت رئيسة اللجنة الأولمبية البلغارية وذلك بعد إقالة رئيسا إيفان سلافكوف بسبب مسائل أخلاقية لتشغل هذا المنصب حتى الآن.

## روابط خارجية
- ستيفكا كوستادينوفا على موقع الاتحاد الدولي لألعاب القوى (الإنجليزية)
- ستيفكا كوستادينوفا على موقع اللجنة الأولمبية الدولية (الإنجليزية)
- ستيفكا كوستادينوفا على موقع أوليمبيديا (الإنجليزية)